# ネルソン・ミサ
困苦の時のミサ (ラテン語: Missa in Angustiis) あるいは ネルソン・ミサ (ドイツ語: Nelson-Messe) Hob.XXII: 11 は、ハイドンによる14曲のミサ曲のうちの一つである。ニ短調。

## 概要
ハイドンの作品の校訂を数多く手がけた音楽学者、H.C.ロビンス・ランドンは、「ネルソン・ミサ」について、「間違いなく、ハイドンによる作曲の中で最も素晴らしい作品だ」と述べた。
「ネルソン・ミサ」は1798年の作品であり、エステルハージ家のために作曲された6曲の後期ミサ作品のうちの一つである。「ネルソン・ミサ」が作曲された頃には、神聖ローマ皇帝ヨーゼフ2世によって1780年代に行われた改革の影響で、複雑な教会音楽が以前に比べて一般的でなくなっていた。
「ネルソン・ミサ」を含むハイドンの後期宗教作品には、ロンドン交響曲の影響が見られ、独唱と合唱、および管弦楽の両方に、重要な役割が与えられている。

## 作曲背景
ハイドンのパトロンであったニコラウス・エステルハージは、政治的にも経済的にも不安定な状況にあったため、「ネルソン・ミサ」の完成の直前に、楽団の管楽器セクション(Feldharmonie)を解雇してしまっていた。
そのため、ハイドンは、弦楽器、トランペット、ティンパニ、オルガンのみから成る"dark"な楽団で演奏せざるを得なかった。
その後、後代の編集者が木管楽器パートを創作して付け加えたが、近年の演奏では、（木管楽器を欠いた）原典版の編成が再び受け入れられるようになっている。

### 題名「困苦の時」あるいは「ネルソン」の由来

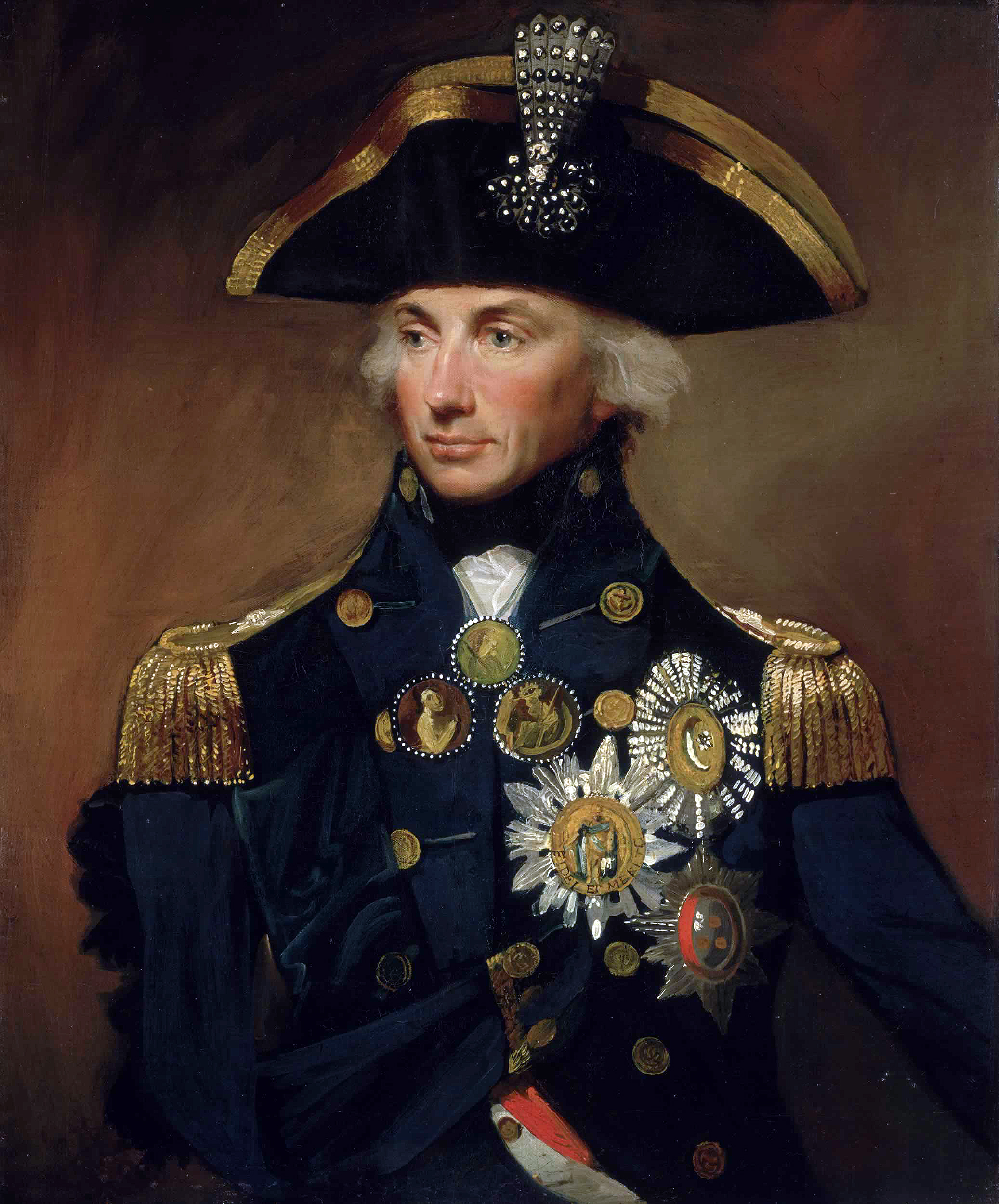
「ネルソン卿のミサ」という題名の由来となったネルソン卿

本作品を作曲した1798年には、ハイドンの名声は頂点に達していた。しかしながら、ハイドン自身は不安と混乱の渦中にあった。ナポレオンが1年足らずの間にオーストリアに対して4回も戦勝をおさめていたのである。その前年、1797年には、ナポレオンが率いるフランス軍はアルプスを越えウイーンを脅かしていた。1798年5月には、イギリスの交易路を絶つためにエジプトへ遠征を行っていた。
かくして、1798年の夏はオーストリアにとって恐怖の時代であり、ハイドンは作品目録において自らこの作品を「困苦の時のミサ (Missa in Angustiis)」と名付けた。
初演は9月15日であったが、8月1日にはナイルの海戦でホレーショ・ネルソンの率いるグレートブリテン王国艦隊がフランス艦を撃退していた。この偶然の一致ゆえ、本作品は次第に「ネルソン卿のミサ (Lord Nelson Mass)」と呼ばれるようになった。1800年には、ネルソン自身がエマ・ハミルトンとともにエステルハージ宮殿を訪れ、おそらく本作品の演奏を聴いた。この出来事によって、「ネルソン卿のミサ」という呼称は決定的なものとなった。
ハイドン「困苦の時」と名付けたのは、上述のような時代背景に加えて、ハイドン自身がその数ヶ月前に「天地創造」の作曲および初演を行って相当疲弊していたからであるとも考えられる。また、より単純な理由として、木管楽器を欠いた不満足な楽器編成を強いられたことによるのかもしれない。
4パートある独唱のうち、ソプラノとバスには特に技巧的である。バスパートはおそらくChristian Spechtのために、そして、バス以上に高い技術が要求されるソプラノパートは、おそらくBarbara PilhoferあるいはTherese Gassmannのために書かれた。
初演は1798年9月23日にStadtpfarr教会で行われた。初演会場は当初Bergkircheの予定だったが、わずかに変更された。

## 楽曲構成
歌詞はカトリックのラテン語ミサ文から採られており、わずかに変更が加えられている。
楽曲はキリエ（ニ短調）、グローリア（ニ長調）、クレド（ニ長調）、サンクトゥス（ニ長調）、ベネディクトゥス（ニ短調-ニ長調）、アニュス・デイ（ト長調-ニ長調）からなる。それぞれの歌詞についてはミサ曲#ミサ曲の構成などを参照。演奏時間は約40分。

### 編成
4人の独唱者（ソプラノ、アルト、テノール、バス）、4部合唱、トランペット3、ティンパニ、オルガン、弦楽合奏。
後に、編集者によりフルート、オーボエ2、クラリネット2、ファゴット、ホルン2が追加された。

### 文献
- Hibbert, Christopher (1994). Nelson – A Personal History. Basic Books. ISBN 0-201-40800-7.
- McCaldin, Denis (1995). "Haydn's 'Nelson' Mass: Its decline and rise." South African Journal of Musicology/Suid-Afrikaanse tydskrif vir musiekwetenskap (SAMUS), 15: 25–32.
- Landon, H. C. Robbins (2000). Haydn: Missa in angustiis (Nelson Mass) [notes for CD, p. 7] in Willcocks, D. (1962/2000). Haydn, Nelson Mass; Vivaldi, Gloria in D; Handel: Zadok the Priest [recording]. London: Decca.
- Schenbeck, Lawrence. (1985) "Missa in angustiis by Joseph Haydn." Choral Journal, 25, no. 9: 19, 25–30.
- Webster, James and Feder, Georg. "§ Sacred vocal music" in "Haydn, Joseph." Grove Music Online. Oxford Music Online.